# Stanisław Michalski (aktor)
Stanisław Zdzisław Michalski (ur. 3 września 1932 w Wilnie, zm. 1 lutego 2011 w Gdańsku) – polski aktor teatralny, filmowy i telewizyjny, dyrektor Teatru Wybrzeże w Gdańsku (1988–1993).

## Życiorys
Urodził się w rodzinie Stanisława i Eugenii Michalskich. W młodości fascynował się sportem. W 1953 z drużyną ŁKS Łódź zdobył mistrzostwo Polski w koszykówce. W 1955 ukończył Państwową Wyższą Szkołę Teatralną w Krakowie i w sierpniu tego samego roku został skierowany do pracy w Gdańsku. Od tego czasu był nieprzerwanie związany z gdańskim Teatrem Wybrzeże, gdzie pełnił również funkcję kierownika artystycznego (1982–1987), dyrektora naczelnego i artystycznego (1987–1990) i dyrektora naczelnego (1990–1993). Na gdańskiej scenie zagrał ok. 200 ról. W 1955 debiutował w roli Karola Jurkiewicza, ucznia klasy maturalnej w Maturzystach Zdzisława Skowrońskiego w reż. Stefana Drewicza. Wkrótce wystąpił w roli Flicota w Huzarach Pierre’a–André’a Bréala (1955) w reż. Stanisława Milskiego, a ostatnią jego rolą była postać Majordomusa w Balu manekinów Bruna Jasieńskiego (2010) w reż. Ryszarda Majora. W latach 50. XX wieku występował w gdańskim kabarecie Rudy Kot. W 2005 obchodził jubileusz 50-lecia pracy scenicznej.
Członek organizacji zawodowych, wchodził w skład Prezydium Stowarzyszenia Polskich Artystów Teatralnych i Filmowych - Związku Artystów Scen Polskich (SPATiF-ZASP), potem Zarządu Głównego ZASP, w 1985 został uhonorowany tytułem członka zasłużonego ZASP. Był członkiem Komitetu Centralnego PZPR oraz „Solidarności”. W wyborach parlamentarnych w 1997 kandydował bez powodzenia do Sejmu z listy Krajowej Partii Emerytów i Rencistów.
Wystąpił w ponad 100 filmach i produkcjach telewizyjnych.

## Życie prywatne
Ze związku z aktorką Sabiną Mielczarek (1927–2022) miał syna Igora; z Dorotą z domu Baduszek (1944–2013), córką Danuty Baduszkowej, miał córkę Dorotę (ur. 1964), żonę aktora Jacka Mikołajczaka, i syna Jerzego, aktora-śpiewaka musicalowego. Wnuczka Katarzyna Z. Michalska (ur. 1985) jest także aktorką.
Zmarł – po długiej chorobie – 1 lutego 2011 w Gdańsku, pochowany w kolumbarium na cmentarzu Srebrzysko.

## Filmografia
- Pierwszy start (1950) – junak
- Młodość Chopina (1951) – ulicznik
- Przygoda na Mariensztacie (1953) – harmonista
- Trzy opowieści (1953) – bikiniarz na zabawie (nowela 2.)
- Godziny nadziei (1955)
- Warszawska syrena (1956) – wieśniak
- Wolne miasto (1958) – Niemiec w dokach
- Dwaj ludzie z szafą (1958) – chuligan
- Miejsce na ziemi (1959) – złodziej okradający kuter
- Tysiąc talarów (1959) – sierżant MO
- Krzyżacy (1960) – polski poseł
- Walet pikowy (1960) – chłopak goniący „Testona”
- Ostatni kurs (1963) – wywiadowca MO na motocyklu
- Spotkanie ze szpiegiem (1964) – członek ekipy wywiadowców wykonujący zdjęcia w miejscu śmierci niemowy
- Koniec naszego świata (1964) – blokowy
- Skok (1967) – Wiktor, robotnik rolny
- Westerplatte (1967) – kapral krzyczący „dostałem w głowę”, placówka Fort
- Molo (1968) – strażnik przy statku
- Ostatni po Bogu (1968) – nawigator Prajs
- W każdą pogodę (1969) – Adam, mężczyzna w klubie
- Kaszëbë (1970) – karczmarz
- Krajobraz po bitwie (1970) – żołnierz amerykański
- Przystań (1970) – Feluś Kurzawa, mąż „Białowłosej”
- Seksolatki (1971) – lekarz pogotowia
- Zaraza (1971) – Wilkoń, dyrektor stacji sanitarno-epidemiologicznej
- Z tamtej strony tęczy (1972) – mężczyzna w restauracji siedzący przy stoliku Teresy
- Godzina szczytu (1973) – Obuchowski, zastępca dyrektora
- Cień tamtej wiosny (1974) – dyrektor
- Godzina za godziną (1974) – Henryk Cyran, kierownik bazy transportowej
- Ile jest życia (serial telewizyjny) (1974) – urzędnik z powiatu na zebraniu (odc. 4. Jeszcze wystrzał)
- Najważniejszy dzień życia (1974) – sierżant Marczak z Komendy Stołecznej (odc. 5. Telefon)
- Potop (1974) – Jaromir Kokosiński
- Kazimierz Wielki (1975) – Panas
- Skazany (1976) – działacz sportowy zeznający w sądzie
- W środku lata (1975) – gajowy
- Blizna (1976) – pracownik ministerstwa, kolega Bednarza
- Czerwone ciernie (1976) – Leśniewski
- Latarnik (1976) – kapitan statku
- Olśnienie (1976) – Bronisław Łapiński
- Za rok, za dzień, za chwilę... (1976) – oficer na statku
- Zaklęty dwór (serial telewizyjny) (1976) – karbowy w majątku Juliusza (odc. 1. Cień starościca, odc. 2. Marzyciel i awanturnik i odc. 3. W siedzibie upiora)
- Znaki szczególne (serial telewizyjny) (1976) – Mańkowski „Badylarz”, mieszkaniec hotelu robotniczego (odc. 2–6)
- Kapitan z „Oriona” (1977) – Nowaczyk, chief na „Orionie”
- Królowa pszczół (1977) – Karol, ojciec Wojtka
- Lalka (serial telewizyjny) (1977) – Jan Machalski, przyjaciel Rzeckiego pracujący w winiarni Hopfera (odc. 2. Pamiętnik starego subiekta)
- Milioner (1977) – komendant straży pożarnej
- Prawo Archimedesa (1977) – działacz sportowy
- Rekolekcje (1977) – ormowiec
- Struny (1977) – Wacław, stoczniowiec
- Znak orła (serial telewizyjny) (1977) – rycerz (odc. 4. Niezałatwione rachunki. 1318)
- Aktorzy prowincjonalni (1978) – aktor Antczak
- Azyl (1978) – nowy komendant posterunku w Momajnach
- Bez znieczulenia (1978) – przełożony Brońskiego
- Próba ognia i wody (1978) – Małecki
- Życie na gorąco (serial telewizyjny) (1978) – Orsini, człowiek Suzanneta (odc. 3. Marsylia)
- Buddenbrookowie (Buddenbrooks) (1979) – senator
- Na własną prośbę (1979) – Ciałowski
- Ojciec królowej (1979) – szlachcic, gość weselny
- W słońcu i w deszczu (serial telewizyjny) (1979) – listonosz Borkiewicz (odc. 1. Prawo jazdy, odc. 3. W szachu, odc. 5. Końskie wesele i odc. 7. Narzeczeni)
- Zerwane cumy (1979) – listonosz Ryziński
- Blaszany bębenek (Die Blechtrommel) (1978) – żandarm ścigający Koljaczka
- Nic nie stoi na przeszkodzie (1980) – Paweł, przyjaciel Jerzego
- Przed odlotem (1980) – Kowalczyk
- Spotkanie na Atlantyku (1980) – pasażer
- Tango ptaka (1980) – bosman
- Wizja lokalna 1901 (1980) – prokurator Langner
- Człowiek z żelaza (1981) – przewodniczący rady zakładowej w stoczni
- Debiutantka (1981) – robotnik
- Książę (1981) – dyrektor biura projektów
- Popielec (serial telewizyjny) (1982) – Półpanek (odc. 1. Ucieczka, odc. 2. Półpanek, odc. 3. Dzicyzna i odc. 4. Dymy)
- Śpiewy po rosie (1982) – Michaj
- Szkatułka z Hongkongu (1983) – „nasz człowiek”, wspólnik Ratschaka
- 1944 (1984) – Bohun, major SB (odc. 1. Bohun i Kmicic)
- Pan na Żuławach (1984) – Nowacki, komendant urzędu powiatowego UB (odc. 6. Gdzie jest mój ojciec?)
- Pobojowisko (1984) – Kamelhar
- Ultimatum (1984) – Alfred Raszka „Pułkownik Wybicki”
- Daleki dystans (1985) – Kowal, ojciec Jacka
- List gończy (1985) – major Machulski
- Mokry szmal (1985) – były milicjant „Gumowe ucho”
- Przyłbice i kaptury (serial telewizyjny) (1985) – Mikołaj, arcybiskup gnieźnieński, poseł Władysława Jagiełły do Malborka (odc. 6. W cudzej skórze)
- Sam pośród swoich (1985) – dowódca pułku
- Wkrótce nadejdą bracia (1985) – urzędnik na stacji
- Blisko, coraz bliżej (serial telewizyjny) (1986) – górnik Antek Mendera, ojciec Wisi (odc. 12–19)
- Mewy (fragmenty życiorysu) (1986) – marynarz Tadek Michalski, kolega Stefana
- Na kłopoty… Bednarski (serial telewizyjny) (1986) – Rudolf Hagemann, komisarz gdańskiej policji (odc. 1. Kurier z Ankary, odc. 2. Bursztynowe serce, odc. 5. Znak węża i odc. 6. Ostatnie lato)
- Ballada o Januszku (serial telewizyjny) (1987) – dyrektor szkoły (odc. 2. W pogoni za kwiatem życia i odc. 3. Prosta sprawa)
- Dziewczynka z hotelu Excelsior (1988) – sprzedawca lemoniady
- Pogranicze w ogniu (1988) – nadkomisarz policji w Gdańsku (odc. 5.)
- Zmowa (1988) – gajowy Dragan
- Kanclerz (serial telewizyjny) (1989) – Jan Kochanowski (odc. 1.)
- W piątą stronę świata (serial telewizyjny) (1990)
- Odjazd (1991) – Władysław Wrona, ojciec Mirka
- Przeklęta Ameryka (1991) – sierżant policji
- Skarga (1991) – mężczyzna w płonącym budynku KW
- Pierścionek z orłem w koronie (1992) – kolejarz
- Żegnaj Ameryko! (Auf wiedersehen Amerika) (1993) – schiffsoffizier
- Pora na czarownice (1993) – recepcjonista
- Odjazd (serial telewizyjny) (1995) – Władysław Wrona, ojciec Mirka
- O dwóch takich, co nic nie ukradli (1999) – Kawecki
- Trzy szalone zera (1999) – poczmistrz
- Piotrek zgubił dziadka oko, a Jasiek chce dożyć spokojnej starości (2000) – pan Józef (odc. 1. Straszna wizyta, odc. 5. Tata rozwodzi się z mamą i odc. 6. Ciocia Dzidzia jest strasznie nerwowa)
- Rodzina zastępcza (2004–2009) – płk w st. spoczynku dr Jan Ksawery Potulicki, dziadek Kuby
- Sąsiedzi (serial telewizyjny) (2005) – dwie role:
  - odc. 66. Szczęśliwa dziesiątka – pracownik pralni,
  - odc. 87. Serce matki – profesor Karbiński
- Przybyli ułani z cyklu Święta polskie (2005) – pułkownik
- Inka 1946 (Scena Faktu) (2007) – stary Nowicki
- Miasto z morza (2009) – dyrektor Gimnazjum Polskiego w Gdańsku
- Miasto z morza (2009) – dyrektor Gimnazjum Polskiego w Gdańsku (odc. 2 i 3)

### Gościnnie
- Palce lizać (serial telewizyjny) (1999) – inspektor z Inspekcji Sanitarnej (odc. 6. Zmowa i odc. 7. Kontrola)
- Adam i Ewa (2000–2001) – Karol Laudański, wuj Adama
- Lokatorzy (2002–2003) – dwie role:
  - odc. 112. W imię przyjaźni – lekarz,
  - odc. 172. W roli ojca wystąpi... – kelner w bistro.

### Polski dubbing
- Atlantyda. Zaginiony ląd (2001) – Preston B. Whitmore
- Atlantyda. Powrót Milo (2003) – Preston B. Whitmore

## Ordery i odznaczenia
- Krzyż Kawalerski Orderu Odrodzenia Polski (1976)
- Srebrny Krzyż Zasługi (1971)
- Medal 30-lecia Polski Ludowej (1975)
- Medal 40-lecia Polski Ludowej (1984)
- Srebrny Medal „Zasłużony Kulturze Gloria Artis” (2007)[7][8]
- Medal Księcia Mściwoja II (2006)[9]
- Medal Wojewody Pomorskiego za wybitne osiągnięcia artystyczne z okazji 70 rocznicy urodzin (2002)[2]
- Odznaka „Zasłużony Działacz Kultury” (1975)
- Odznaka honorowa „Zasłużonym Ziemi Gdańskiej”
- Odznaka Honorowa Polskiego Czerwonego Krzyża IV stopnia[2]
- Odznaka Specjalna ORMO (1971)[2]
- Odznaka „Za zasługi dla Gdańska” (1967)

## Nagrody i wyróżnienia
- Order Stańczyka - honorowe wyróżnienie redakcji czasopisma „Litery” za osiągnięcia w dziedzinie kultury, nauki i sztuki, szczególnie znaczące dla rozwoju Ziemi Gdańskiej (1965)
- Wyróżnienie na XI Festiwalu Teatrów Polski Północnej w Toruniu za rolę kuchmistrza w spektaklu Tragedia o bogaczu i Łazarzu Anonima w Teatrze Wybrzeże w Gdańsku (1969)
- Nagroda im. Iwo Galla (1972)
- Tytuł „Gdańszczanin roku 1973”
- Wyróżnienie na XV Festiwalu Teatrów Polski Północnej w Toruniu za rolę wioślarza w Helenie Eurypidesa w Teatrze Wybrzeże w Gdańsku (1973)
- List Gratulacyjny I sekretarza KC PZPR (1974)
- Wyróżnienie na XVII Festiwalu Teatrów Polski Północnej w Toruniu za rolę Sadybana w Kondukcie Bohdana Drozdowskiego w Teatrze Wybrzeże w Gdańsku (1975)
- Nagroda na XXIII Festiwalu Teatrów Polski Północnej w Toruniu za rolę Dantona w spektaklu Sprawa Dantona Stanisławy Przybyszewskiej w Teatrze Wybrzeże w Gdańsku (1981)
- Nagroda teatralna wojewody gdańskiego za rolę Dantona w Sprawie Dantona Stanisławy Przybyszewskiej w Teatrze Wybrzeże w Gdańsku (1981)
- Nagroda Miasta Gdańska w Dziedzinie Kultury „Splendor Gedanensis” za całokształt pracy twórczej, aktorskiej i artystycznej, ze szczególnym uwzględnienie koncepcji Teatru Wybrzeża w latach 1982–1983 (1983)[10]
- Nagroda na XXIV Festiwalu Polskich Sztuk Współczesnych we Wrocławiu za rolę ojca w spektaklu Pułapka Tadeusza Różewicza w Teatrze Wybrzeże w Gdańsku (1984)
- „Złoty Ekran” za rolę Półpanka w serialu Popielec (1985)
- Nagroda Komitetu do Spraw Radia i Telewizji (zespołowa) dla twórców serialu Popielec (1985)
- Nagroda Ministra Kultury i Sztuki I stopnia za osiągnięcia aktorskie w teatrze, filmie i telewizji (1987)
- Nagroda „Głosu Wybrzeża” (1987)
- Nagroda Gdańskiego Towarzystwa Przyjaciół Sztuki – dwukrotnie (1987, 1993)
- Nagroda Teatralna wojewody gdańskiego za tytułową rolę w Wallensteinie Friedricha Schillera w Teatrze Wybrzeże w Gdańsku (1988)
- Nagroda Prezydenta Miasta Gdańska w Dziedzinie Kultury z okazji jubileuszu 45-lecia pracy artystycznej (2002)[11]
- Nagroda Prezydenta Miasta Gdańska w Dziedzinie Kultury z okazji 50-lecia pracy artystycznej (2005)[11]
- „Mały Gryf” – nagroda Marszałka Województwa Pomorskiego (2009)

Źródło:.